# Herb Tuczna
Herb Tuczna – jeden z symboli miasta Tuczno i gminy Tuczno w postaci herbu.

## Wygląd i symbolika
Herb przedstawia na srebrnej tarczy błękitną tarczę sercową (nieco przechylona z prawa w skos) z dwoma ukośnymi (także z prawa w skos) równoległymi pasami w biało-czerwoną szachownicę. Na lewym górnym rogu tarczy sercowej opiera się stalowy hełm rycerski (skierowany w prawo) z zielonym pawim pióropuszem, pomiędzy dwoma czerwonymi kołami wozowymi.
Herb nawiązuje do godła rodziny Wedlów (założycieli miasta).

## Historia
Wizerunek herbowy używany był na pieczęciach miejskich od XIV do XVIII wieku.